# Laila Edwards
Laila Edwards (* 25. Januar 2004 in Cleveland Heights, Ohio) ist eine US-amerikanische Eishockeyspielerin, die seit 2022 für die Wisconsin Badgers in der Western Collegiate Hockey Association (WCHA) spielt. Sie ist die erste Afroamerikanerin, die für die Frauen-Eishockeynationalmannschaft der Vereinigten Staaten spielt.

## Karriere
Laila Edwards wuchs in Cleveland auf und kam durch ihren Vater zum Eishockeysport. Im Alter von 13 Jahren ging sie an die Internatsschule Bishop Kearney High School in Rochester, New York, die ein sehr gutes Eishockeyprogramm hat.
Nach ihrem High-School-Abschluss 2022 entschied sich Edwards für ein Studium an der University of Wisconsin in Madison. Parallel spielt sie für die Wisconsin Badgers, das Eishockeyteam der Universität, in der Western Collegiate Hockey Association (WCHA) und erzielte in ihrem ersten Jahr in 41 Spielen 13 Tore und 14 Assists. Nach der Saison wurde sie in das WCHA All-Rookie Team berufen. Während des Finalturniers der NCAA Division I- erzielte sie vier Tore und eine Vorlage und verhalf den Badgers zum Gewinn ihres siebten NCAA-Meistertitels. Zudem wurde sie in das NCAA All-Tournament-Team berufen. Während der Saison 2023/24 erzielte sie 21 Tore und 35 Assists in 41 Spielen und wurde in das All-WCHA Third Team berufen.

### International
Edwards vertrat die Vereinigten Staaten bei der U18-Frauen-Weltmeisterschaft 2022, bei der sie als Assistenz-Kapitänin agierte. Mit vier Toren und vier Assists in fünf Spielen war sie Beste der Punktewertung und gewann am Turnierende die Silbermedaille. Für die gezeigten Leistungen wurde sie als wertvollste Spielerin und beste Stürmerin ausgezeichnet und in das All-Star-Team berufen. Im November 2023 debütierte sie als 19-Jährige im Rahmen der Rivalry Series gegen Kanada für die US-amerikanische Frauen-Eishockeynationalmannschaft und war damit die erste schwarze Frau, die für die Frauen-Nationalmannschaft der USA spielte.
Am 31. März 2024 wurde sie in den Kader der Vereinigten Staaten für die Frauen-Weltmeisterschaft 2024 berufen. Während des Vorrundenspiels gegen Tschechien am 5. April 2024 erzielte Edwards als erste schwarze Frau ein Tor für das Team USA bei einer Weltmeisterschaft. Während des Halbfinals gegen Finnland erzielte Edwards einen Hattrick und trug damit dazu bei, das Finale um den Gewinn der Goldmedaille zu erreichen. Sie beendete das Turnier mit sechs Toren und zwei Assists in sieben Spielen und gewann die Silbermedaille. Anschließend wurde sie zur wertvollsten Spielerin des Turniers ernannt und in das All-Star-Team berufen.

## Erfolge und Auszeichnungen
- 2023 NCAA-Division-I-Championship mit den Wisconsin Badgers
- 2023 NCAA All-Rookie Team

### International
| - 2022 Silbermedaille bei der U18-Weltmeisterschaft - 2022 Wertvollste Spielerin der U18-Weltmeisterschaft - 2022 Beste Stürmerin der U18-Weltmeisterschaft - 2022 All-Star-Team der U18-Weltmeisterschaft - 2024 Silbermedaille bei der Weltmeisterschaft | - 2024 Beste Torschützin der Weltmeisterschaft (gemeinsam mit Alex Carpenter) - 2024 Wertvollste Spielerin der Weltmeisterschaft - 2024 All-Star-Team der Weltmeisterschaft - 2025 Goldmedaille bei der Weltmeisterschaft |

## Karrierestatistik
(Legende zur Spielerstatistik: Sp oder GP = absolvierte Spiele; T oder G = erzielte Tore; V oder A = erzielte Assists; Pkt oder Pts = erzielte Scorerpunkte; SM oder PIM = erhaltene Strafminuten; +/− = Plus/Minus-Bilanz; PP = erzielte Überzahltore; SH = erzielte Unterzahltore; GW = erzielte Siegtore; 1 Play-downs/Relegation; Kursiv: Statistik nicht vollständig)